# Twilight (romanzo)
Twilight è il primo libro della Saga di Twilight di Stephenie Meyer, pubblicato il 5 ottobre 2005 negli Stati Uniti.
È un romanzo dedicato ad un pubblico giovane che ha riscosso molto successo sia negli Stati Uniti che in Italia.
Il 21 novembre 2008 è uscito il film Twilight tratto dal libro.

## Trama
Isabella Swan decide di trasferirsi dalla soleggiata Phoenix alla piovosa cittadina di Forks nello stato di Washington per vivere con il padre Charlie e lasciare libera la madre, Renée, di viaggiare con il nuovo marito Phil Dwyer, un giocatore di baseball di serie B. Nella nuova scuola, molti ragazzi le dedicano attenzioni, ma lei continua a pensare che Forks sia una città noiosa, dove piove sempre. Un giorno, in mensa, incontra per la prima volta Edward Cullen. Osservandolo attentamente durante la lezione, Bella capisce che Edward nasconde qualcosa, ma nessuna delle sue ipotesi la porta a comprendere la reale natura soprannaturale del ragazzo.
Edward sembra cambiare. Successivamente, Jacob Black amico di Bella, racconta alla ragazza una leggenda. Edward ammette davanti alla ragazza la sua natura e le spiega che lui e la sua famiglia sono tutti vampiri perché suo padre li ha trasformati quando erano sul punto di morire. Sebbene la natura di Edward crei non pochi problemi, lui e Bella s'innamorano. Un giorno Bella viene invitata a giocare e un vampiro sente il suo odore. Inizia a darle la caccia e Bella è costretta a scappare a Phoenix. James attira Bella nella sua vecchia scuola di ballo per ucciderla e nutrirsi del suo sangue. Bella sta per morire ma Edward e alcuni membri della sua famiglia riescono a salvarla e uccidere James. Il giorno del ballo di fine anno, Bella chiede nuovamente ad Edward di trasformarla in vampiro, ma lui si oppone, e la ragazza si deve accontentare di  essere solo umana.

## Copertina

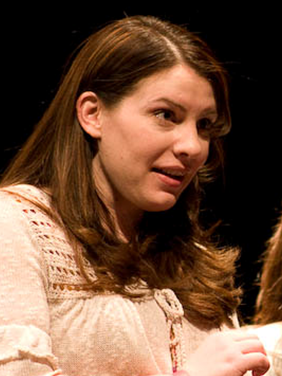
Stephenie Meyer

La copertina di Twilight, come tutte nella serie, ha una simbologia ben precisa. La Meyer dichiara nelle FAQ del suo sito che la mela è simbolo del cosiddetto "frutto proibito" del libro della Genesi, che è rappresentato da Isabella stessa; inoltre, può essere interpretato come l'amore fra Bella e Edward, proibito come la mela dell'Albero della conoscenza del Bene e del Male, significato rinforzato dalla citazione dalla Genesi (2, 17), inserita all'inizio del libro. Rappresenta inoltre la capacità di Bella di distinguere qual è il bene e quale il male, e il suo bivio sul consumare il "frutto proibito", raffigurato da Edward, o scegliere di non frequentarlo. Una copertina alternativa distribuita per lo più nei paesi anglofoni riprende la locandina dell'adattamento cinematografico.

## Versioni cinematografiche
Dal romanzo è stato tratto il film diretto da Catherine Hardwicke e interpretato dalla giovane coppia di attori Kristen Stewart (Bella) e Robert Pattinson (Edward).